# Аврамчук Олександр Никифорович
Олекса́ндр Ники́форович Аврамчу́к (1935 — до 2000) — український журналіст, письменник.

## Біографічні відомості
Народився у 1935 році. Закінчив факультет російської філології Житомирського педагогічного інституту.
З 1962 по 1969 рік обіймав посаду заступника секретаря ЦК ЛКСМУ Валентини Шевченко. Після цього завідував редакцією піонерської літератури у видавництві ЦК ЛКСМУ «Молодь».
Від 1974 року був редактором журналу «Українська мова і література в школі» (нині «Дивослово»). у 1989—1990 роках, ризикуючи накликати гнів партійного начальства, надав прихисток тоді опозиційній «Народній газеті».
Писав оповідання, готував до видання книжку. Приятелював з Григором Тютюнником, Миколою Вінграновським, Валерієм Гужвою, іншими письменниками.
Помер до 2000 року, на 62-му році життя. Похований на Байковому кладовищі (нова частина).